# Hami Airport
Hami Airport (kinesiska: 哈密机场) är en flygplats i Kina. Den ligger i den autonoma regionen Xinjiang, i den nordvästra delen av landet, omkring 500 kilometer öster om regionhuvudstaden Ürümqi.
Runt Hami Airport är det mycket glesbefolkat, med 5 invånare per kvadratkilometer. Närmaste större samhälle är Hami, 13,3 km väster om Hami Airport. Trakten runt Hami Airport består till största delen av jordbruksmark.
Genomsnittlig årsnederbörd är 83 millimeter. Den regnigaste månaden är juni, med i genomsnitt 33 mm nederbörd, och den torraste är mars, med 1 mm nederbörd.